# Tucha
Helena Brazão (Coruche, 26 de outubro de 1975), mais conhecida pelo nome artístico Tucha, é uma cantora portuguesa. 
Cedo começou a interessar-se por música e aos seis anos, entrou para uma escola, onde aprendeu a tocar acordeão e teclado.
No ano de 1985 faz a sua primeira actuação ao vivo. Depois de onze anos a interpretar versões decide gravar o seu primeiro trabalho discográfico, do qual foi compositora, autora e intérprete de todos os temas. O disco foi divulgado nas rádios e também em algumas estações de televisão nacionais.
No ano seguinte, em 1998, edita o seu segundo álbum. O esforço e a dedicação fê-la viajar por diversos países, como Suíça, França, Luxemburgo, Alemanha, Austrália e Estados Unidos.
No ano de 2000 foi considerada uma das revelações do ano no panorama musical português, com o álbum "Queres Saber" que atingiu o disco de prata, com mais de dez mil cópias vendidas.
Em 2001, "Reflexos" foi o álbum que se seguiu. O tema "Sou Assim" fez parte da banda sonora da telenovela "Anjo Selvagem" da TVI.
Durante quatro anos apostou apenas em singles promocionais, como foi o caso em 2002, de "Quero te Ter, Quero te Dar"; em 2003 com "Partilhar O Teu Calor" e em 2004 com "Dança Comigo, Baila Comigo".
O álbum "Outra Face" foi editado em Julho de 2005. Deste disco foi também retirado um tema para a telenovela "Fala-me de Amor", da TVI (a balada "Tudo o que sonhei aqui"), que alcançou um enorme sucesso.
Em 2007, celebrou 10 anos de carreira com o tema "Chamo Por ti Nesta Dança". Em Janeiro de 2008 promoveu o novo single com a marca da editora T-Records. Lança também o seu site oficial na Internet.
"Ao Fim Do Mundo" faz parte da banda sonora da novela "Feitiço de Amor" da TVI. Ainda em 2008, a convite do produtor Ménito Ramos, participou no Festival da Canção da RTP com o tema "O Poder da Mensagem".